# Thôi Khải
Thôi Khải (sinh ngày 21 tháng 1 năm 1987 tại Đại Liên) là một cầu thủ bóng đá người Trung Quốc hiện tại thi đấu cho đội bóng Giải hạng Ba Trung Quốc Đại Liên Thiên Triệu.

## Sự nghiệp câu lạc bộ
Thôi Khải bắt đầu sự nghiệp bóng đá chuyên nghiệp năm 2005 khi anh được đôn lên đội một của Liêu Ninh Hoành Vận. Ngày 22 tháng 9 năm 2007, anh có trận đấu ra mắt cho Liêu Ninh FC trong trận gặp câu lạc bộ Thượng Hải Thân Hoa ở Giải bóng đá Ngoại hạng Trung Quốc 2007. Ngày 23 tháng 2 năm 2013, anh chuyển đến thi đấu tại đội bóng Giải hạng Nhất Trung Quốc Trùng Khánh F.C. theo dạng chuyển nhượng tự do. Anh chuyển sang thi đấu cho Thẩm Dương Đông Tiến năm 2014. Ngày 7 tháng 3 năm 2016, anh ký hợp đồng với đội bóng Giải hạng Nhất Trung Quốc Đại Liên Siêu Việt.
Ngày 28 tháng 2 năm 2019, Thôi Khải chuyển sang thi đấu cho đội bóng Giải hạng Ba Trung Quốc Đại Liên Thiên Triệu.

## Thống kê sự nghiệp
Thống kê chính xác tính đến trận đấu diễn ra ngày 3 tháng 11 năm 2018.
| Thành tích câu lạc bộ | Thành tích câu lạc bộ | Thành tích câu lạc bộ              | Giải đấu | Giải đấu  | Cúp     | Cúp       | Cúp Liên đoàn | Cúp Liên đoàn | Châu lục | Châu lục  | Tổng cộng | Tổng cộng |
| Mùa giải              | Câu lạc bộ            | Giải đấu                           | Số trận  | Bàn thắng | Số trận | Bàn thắng | Số trận       | Bàn thắng     | Số trận  | Bàn thắng | Số trận   | Bàn thắng |
| --------------------- | --------------------- | ---------------------------------- | -------- | --------- | ------- | --------- | ------------- | ------------- | -------- | --------- | --------- | --------- |
| 2005                  | Liêu Ninh Hoành Vận   | Giải bóng đá Ngoại hạng Trung Quốc | 0        | 0         | 0       | 0         | -             | -             | -        | -         | 0         | 0         |
| 2006                  | Liêu Ninh Hoành Vận   | Giải bóng đá Ngoại hạng Trung Quốc | 0        | 0         | 0       | 0         | -             | -             | -        | -         | 0         | 0         |
| 2007                  | Liêu Ninh Hoành Vận   | Giải bóng đá Ngoại hạng Trung Quốc | 7        | 0         | -       | -         | -             | -             | -        | -         | 7         | 0         |
| 2008                  | Liêu Ninh Hoành Vận   | Giải bóng đá Ngoại hạng Trung Quốc | 8        | 0         | -       | -         | -             | -             | -        | -         | 8         | 0         |
| 2009                  | Liêu Ninh Hoành Vận   | Giải hạng Nhất Trung Quốc          | 0        | 0         | -       | -         | -             | -             | -        | -         | 0         | 0         |
| 2010                  | Liêu Ninh Hoành Vận   | Giải bóng đá Ngoại hạng Trung Quốc | 0        | 0         | -       | -         | -             | -             | -        | -         | 0         | 0         |
| 2011                  | Liêu Ninh Hoành Vận   | Giải bóng đá Ngoại hạng Trung Quốc | 2        | 0         | 0       | 0         | -             | -             | -        | -         | 2         | 0         |
| 2012                  | Liêu Ninh Hoành Vận   | Giải bóng đá Ngoại hạng Trung Quốc | 0        | 0         | 0       | 0         | -             | -             | -        | -         | 0         | 0         |
| 2013                  | Trùng Khánh F.C.      | Giải hạng Nhất Trung Quốc          | 0        | 0         | 1       | 0         | -             | -             | -        | -         | 1         | 0         |
| 2014                  | Thẩm Dương Đông Tiến  | Giải hạng Ba Trung Quốc            | 10       | 0         | 2       | 0         | -             | -             | -        | -         | 12        | 0         |
| 2015                  | Thẩm Dương Thành Thị  | CAL                                | -        | -         | -       | -         | -             | -             | -        | -         | -         | -         |
| 2016                  | Đại Liên Siêu Việt    | Giải hạng Nhất Trung Quốc          | 5        | 0         | 1       | 0         | -             | -             | -        | -         | 6         | 0         |
| 2017                  | Đại Liên Siêu Việt    | Giải hạng Nhất Trung Quốc          | 27       | 0         | 0       | 0         | -             | -             | -        | -         | 27        | 0         |
| 2018                  | Đại Liên Siêu Việt    | Giải hạng Nhất Trung Quốc          | 4        | 0         | 1       | 0         | -             | -             | -        | -         | 5         | 0         |
| Tổng cộng             |                       |                                    | 63       | 0         | 5       | 0         | 0             | 0             | 0        | 0         | 68        | 0         |